# Jean-Baptiste Mougeot

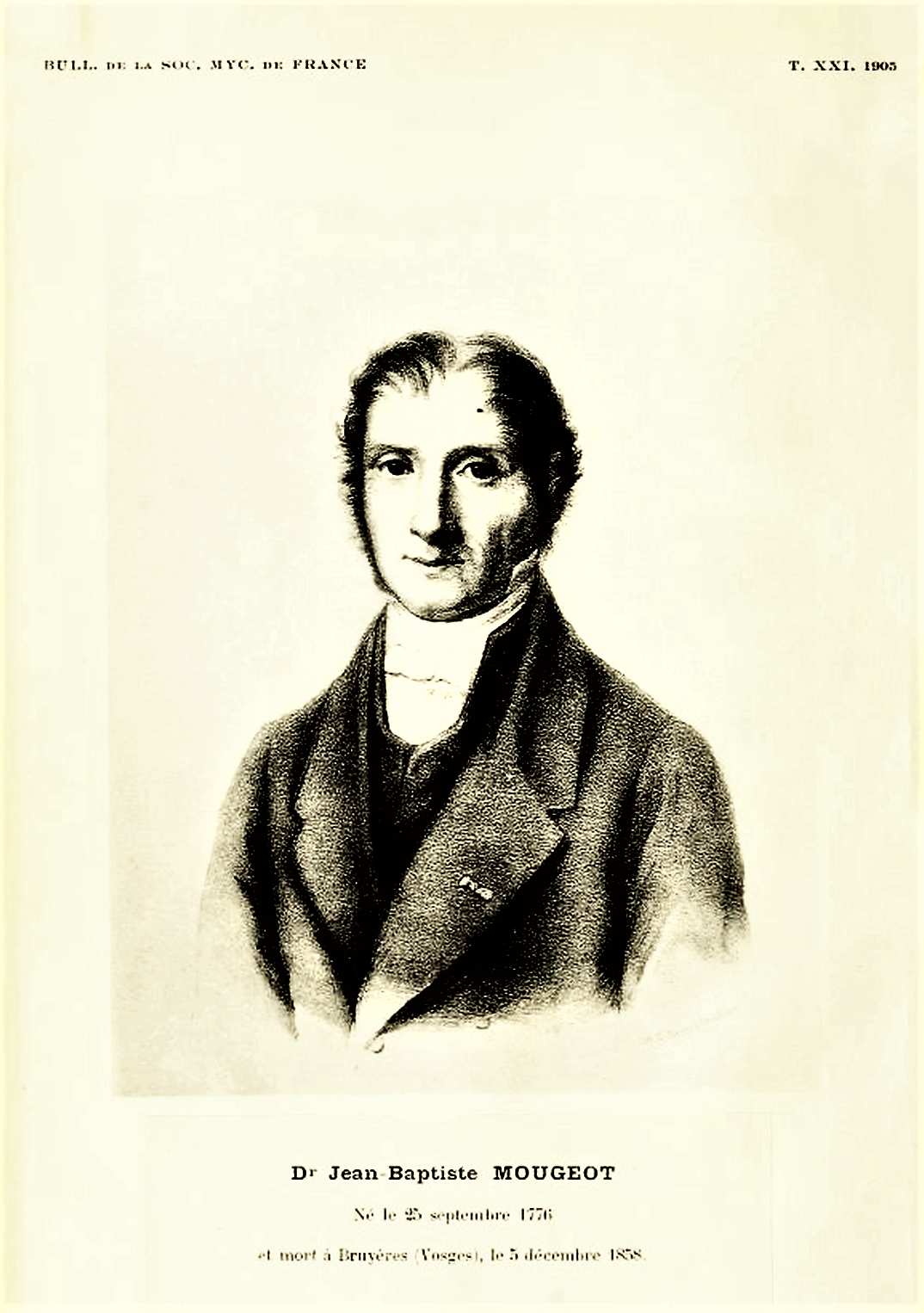
Jean Baptiste Mougeot

Jean-Baptiste Mougeot (* 25. September 1776 in Bruyères, Lothringen; † 5. Dezember 1858 ebenda) war ein französischer Arzt, Paläobotaniker und Botaniker. Sein offizielles botanisches Autorenkürzel lautet „Moug.“

## Leben und Werk
Mougeot war 1798 bis 1802 im Sanitätsdienst der französischen Armee in Deutschland und danach Arzt in seinem Heimatort Bruyères. 1833 bis zu seinem Tod war er auch im Conseil Général des Départements Vosges.
Er sammelte und befasste sich mit Moosen, Flechten und Algen. Sein Sohn Antoine Mougeot veröffentlichte mit Wilhelm Philipp Schimper über triassische Pflanzenfossilien des Voltziensandsteins der Vogesen. In ihrem Buch, das Jean-Baptiste Mougeot gewidmet ist, nennen  sie diesen im Vorwort als Ersten, der die Aufmerksamkeit auf die Pflanzenfossilien im Voltitziensandstein gelenkt hat. Zuerst erwähnte Jean-Baptiste Mougeot sie 1825 in einem Brief an Alexandre Brongniart in Paris (den Vater des berühmten Paläobotanikers Adolphe Brongniart). Das Buch enthielt hervorragende Illustrationen. Die Fossilien-Originale verbrannten beim Brand des geologischen Instituts in Straßburg 1967.
Er arbeitete mit dem Straßburger Botanikprofessor Christian Gottfried Nestler zusammen.
Er führte eine umfangreiche Korrespondenz (mit 250 Wissenschaftlern, rund 10.000 Briefe im Naturhistorischen Museum in Paris) und hinterließ Reise-Notizbücher.
Sein Herbarium (von Casimir Roumeguère erworben) ist in Montpellier (Herbarium MPU) und teilweise im Naturgeschichtsmuseum Paris (PC). Er veröffentlichte ab 1828 mit Wilhelm Philipp Schimper und Christian Gottfried Nestler 14 Folgen von Kryptogamen-Exsiccaten (rund 1400 Exemplare), die in verschiedenen Museen sind (im Vogesen-Raum gesammelt 1810 bis 1854). Fortgesetzt wurde die Reihe von Roumeguére und dem Sohn von Mougeot bis 1892 (Stirpes cryptogamae vogeso-rhenanae, insgesamt 16 Folgen).

## Ehrungen
Die Algengattung Mougeotia wurde 1824 durch Carl Adolph Agardh ihm zu Ehren benannt. Auch die Algengattungen Mougeotiella Yamagishi und Mougeotiopsis Palla wurden nach Mougeot benannt. Auch die Namen der Arten der Sorbus mougeotii-Gruppe (unter anderem die Vogesen-Mehlbeere) und der Name des fossilen Farns Anomopteris mougeotii gehen auf ihn zurück.
Jean-Baptiste Mougeot war Ritter der Ehrenlegion und wurde am 15. Oktober 1842 unter der Präsidentschaft von Christian Gottfried Daniel Nees von Esenbeck mit dem akademischen Beinamen Nestler II. unter der Matrikel-Nr. 1506 als Mitglied in die Kaiserliche Leopoldino-Carolinische Deutsche Akademie der Naturforscher aufgenommen.

## Schriften
- J.-B. Mougeot: Bull. Soc. Bot. France, 5, 1858, 472–478 (Brief an Nestler)
- J.-B. Mougeot: Considérations générales sur la végétation spontanée du département des Vosges, 1845